# Staffsåsen

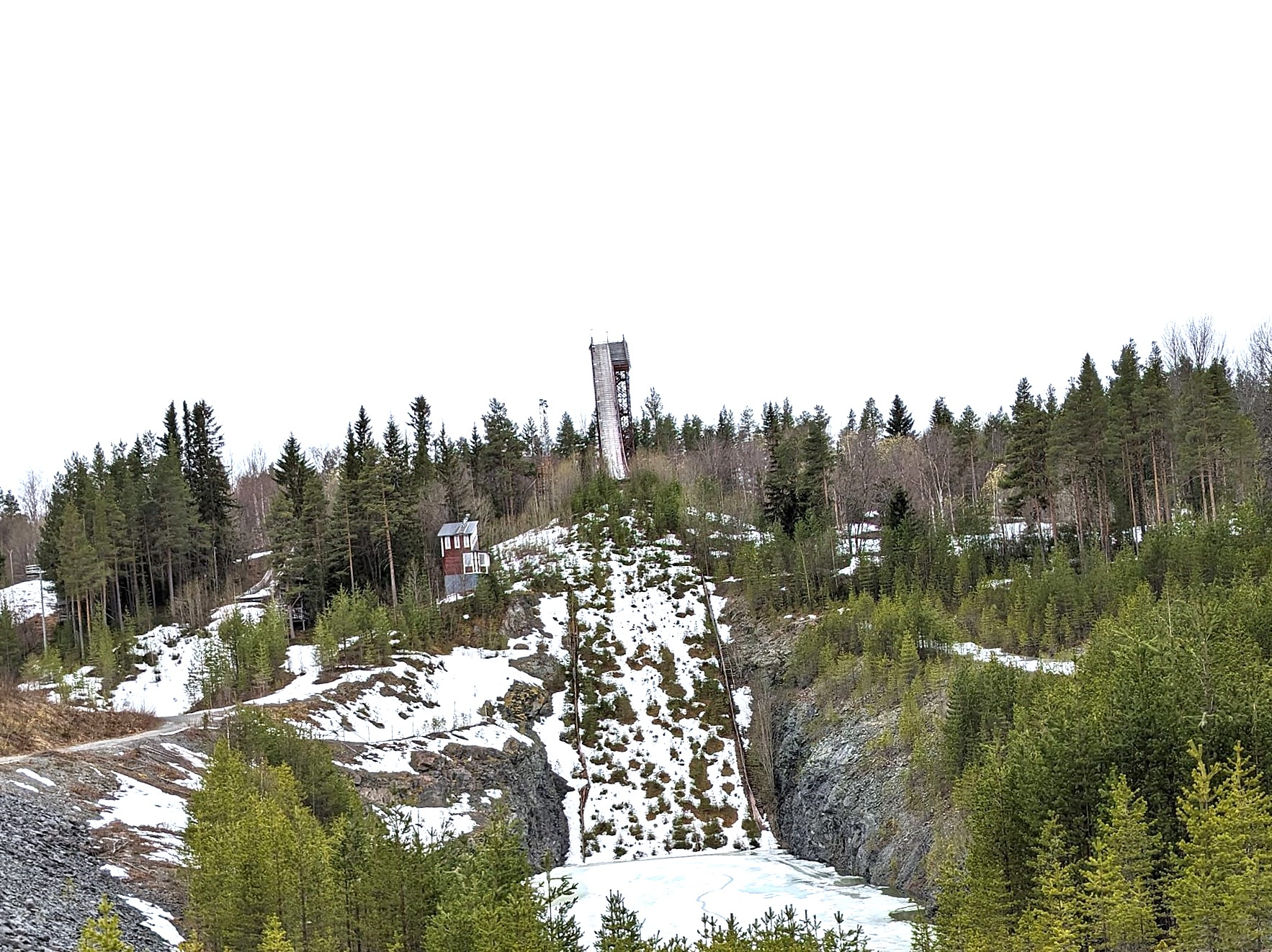
K-90 backen i januari 2025.

Staffsåsen eller Hedebacken är en hoppbacke söder om Hede i Härjedalens kommun i riktning mot Sonfjällets nationalpark. 
Den första hoppbacken i Hede byggdes 1965. Den 90 meter långa hoppbacken (normal backe) byggdes så sent som 1997 och tävlingar i kontinentalcupen i backhoppning ägde rum på Staffsåsen år 1999 och 2001. Hede arrangerade även svenska mästerskap 2003 och 2005. Utöver 90-meters backen fanns juniorbackar i storlekarna 45, 25, och 15 meter. Sedan en tid tillbaka har inte alla hoppbackarna använts. För närvarande (2025) är anläggningen stängd på grund av risken för kollaps.
Fram till och med vintern 2023 lyste lamporna från backen ned över byn som ett landmärke, men de släcktes på grund av de höga elkostnaderna. Marken och backen ägs av Hede IK. Det finns lösa planer på upprustning och renovering från investerare, men ingenting konkret.

## Viktiga tävlingar
- Kontinentalcupen i backhoppning 1999 – dag 1, segrare Toni Nieminen, Finland
- Kontinentalcupen i backhoppning 1999 – dag 2, segrare Morten Solem, Norge
- Kontinentalcupen i backhoppning 2001 – dag 1, segrare Tom Aage Aarnes, Norge[5]
- Svenska mästerskapen i normal backe 2003, herrar – segrare Johan Erikson, Holmens IF
- Svenska mästerskapen i normal backe 2003, damer – segrare Helena Olsson, Sysslebäck AIF
- Svenska mästerskapen i normal backe 2005, herrar – segrare Alexander Mitz, Holmens IF